# Stein um Stein
Stein um Stein - пісня гурту Rammstein з альбому Reise, Reise. Назва «Stein um stein» передається на Українську мову як «Камінь за камнем».

## Зміст
В пісні описується будування будинку(Ich baue dir ein Haus). Це будування можна розуміти також як побудову суспільства(Ja, ich schaffe dir ein Heim und du sollst Teil des Ganzen sein), яке тримається на людях, обмежених в своїх діях, неначе замурованих у мури(Stein um Stein Mauer ich dich ein Stein um Stein Ich werde immer bei dir sein). Тіла цих людей задеревенілі, що в них навіть можуть забивати цвяхи(Alle Nägel stehen stramm Wenn ich sie in dein Leibholz Ramm...).

Під кінець пісні відбувається гра слів:

Wenn ich sie in dein Leibholz Ramm...

Stein!

Таким чином виходить слово «Rammstein».

## Виконання на концертах
На концерті Völkerball на початку виконання пісні спецефекти майже відсутні, як тільки Тілль починає співати приспів "Stein um stein...", відразу ж спрацьовує піротехніка.